# Linguagem de manipulação de dados
Linguagem de Manipulação de Dados ( DML, de Data Manipulation Language) é uma família de linguagens de computador utilizada para a recuperação, inclusão, remoção e modificação de informações em bancos de dados. Pode ser procedural, que especifica como os dados devem ser obtidos do banco; pode também ser declarativa (não procedural), em que os usuários não necessitam especificar o caminho de acesso, isto é, como os dados serão obtidos. O padrão SQL é não procedural.
DMLs foram utilizadas inicialmente apenas por programas de computador, porém (com o 
surgimento da SQL) também têm sido utilizadas por pessoas.

## Principais comandos
As DMLs têm sua capacidade funcional organizada pela palavra inicial em uma declaração, a qual é quase sempre um verbo. No caso da SQL, estes verbos são:
- Insert
- Update
- Delete

Cada declaração SQL é um comando declarativo. As declarações individuais da SQL são declarativas, em oposição às imperativas, na qual descrevem o quê o programa deveria realizar, em vez de descrever como ele deveria realizar.
Muitas implementações de banco de dados SQL estendem suas capacidades SQL fornecendo linguagens imperativas, isto é, procedurais. Exemplos destas implementações são o PL/SQL, da Oracle, e o SQL PL, da DB2.
As linguagens de manipulação de dados tendem a ter muitos tipos diferentes e capacidades entre distribuidores de banco de dados. Há um padrão estabelecido para a SQL pela ANSI, porém os distribuidores ainda fornecem suas próprias extensões ao padrão enquanto não implementam o padrão por completo.
Há dois tipos de DMLs:
- Procedural
- Declarativa